# لانس برايس
لانس برايس (بالإنجليزية: Lance Price)‏ هو كاتب بريطاني، ولد في 3 سبتمبر 1958.